# الكشك الشرقي
الكشك الشرقي، عزبة تابعة لقرية منشأة زعلوك بالوحدة المحلية لقرية شباس الملح، التابعة لمركز دسوق، التابع لمحافظة كفر الشيخ في جمهورية مصر العربية.